# Beierolpium benoiti
Beierolpium benoiti е вид паякообразно от семейство Olpiidae. Видът е уязвим и сериозно застрашен от изчезване.

## Разпространение
Разпространен е в Сейшели.